# Tömpefarkú tobzoska
A tömpefarkú tobzoska (Smutsia temminckii, korábban Manis temminckii) az emlősök (Mammalia) osztályának tobzoskák (Pholidota) rendjébe, ezen belül a tobzoskafélék (Manidae) családjába tartozó faj.
Tudományos nevét Coenraad Jacob Temminck holland zoológusról kapta.

## Előfordulása
Kelet és Dél-Afrika területén a következő területeken honos: Közép-afrikai Köztársaság, Szudán déli része, Kelet-Uganda, Nyugat-Kenya, Tanzánia, Malawi, Zambia, Zimbabwe, Mozambik, Botswana, Angola, Namíbia északkeleti része és a Dél-afrikai Köztársaság keleti része.
Füves területek, trópusi és mérsékelt égövi erdők lakója.

## Megjelenése

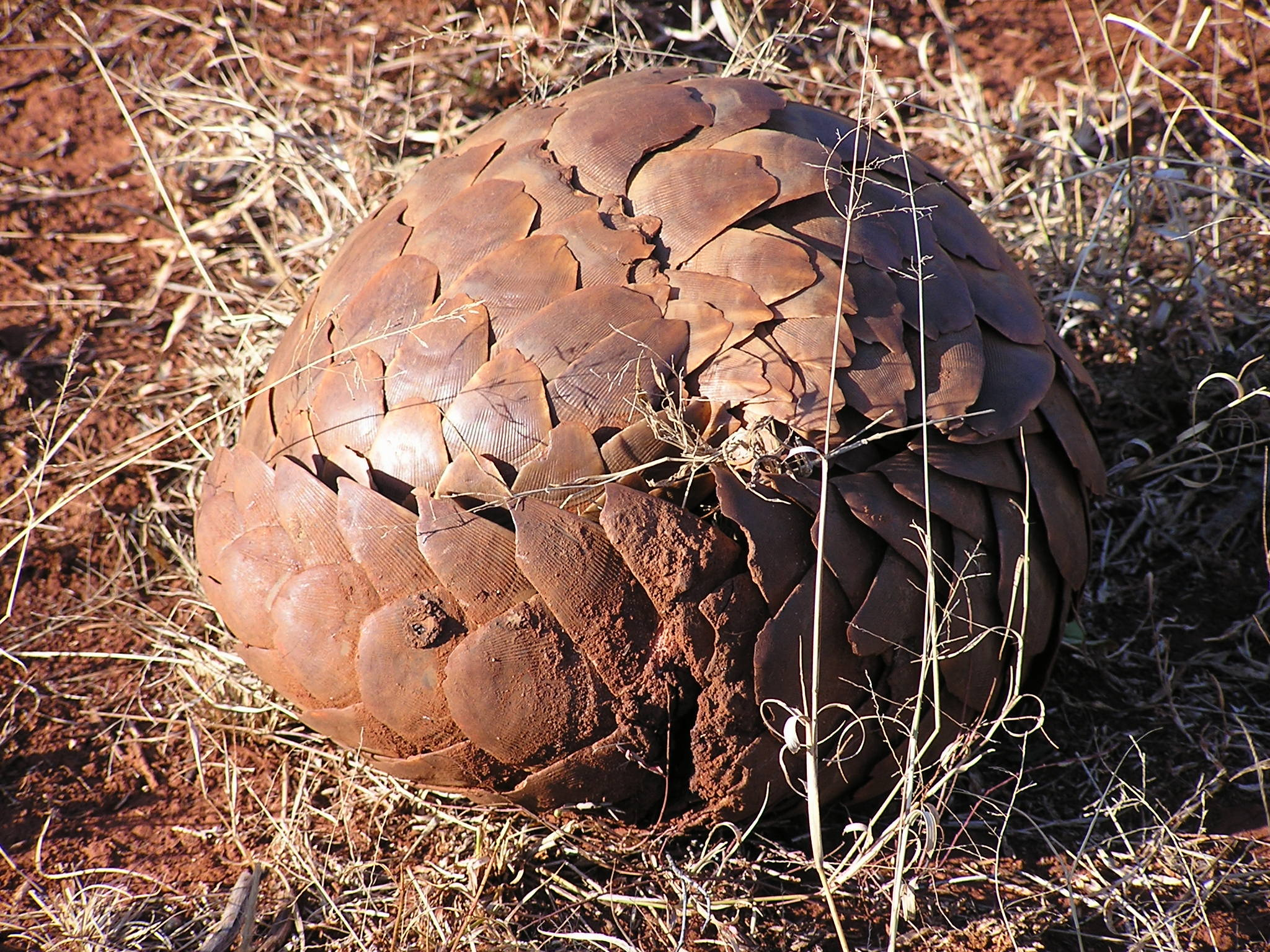
Begöngyölődött tömpefarkú tobzoska

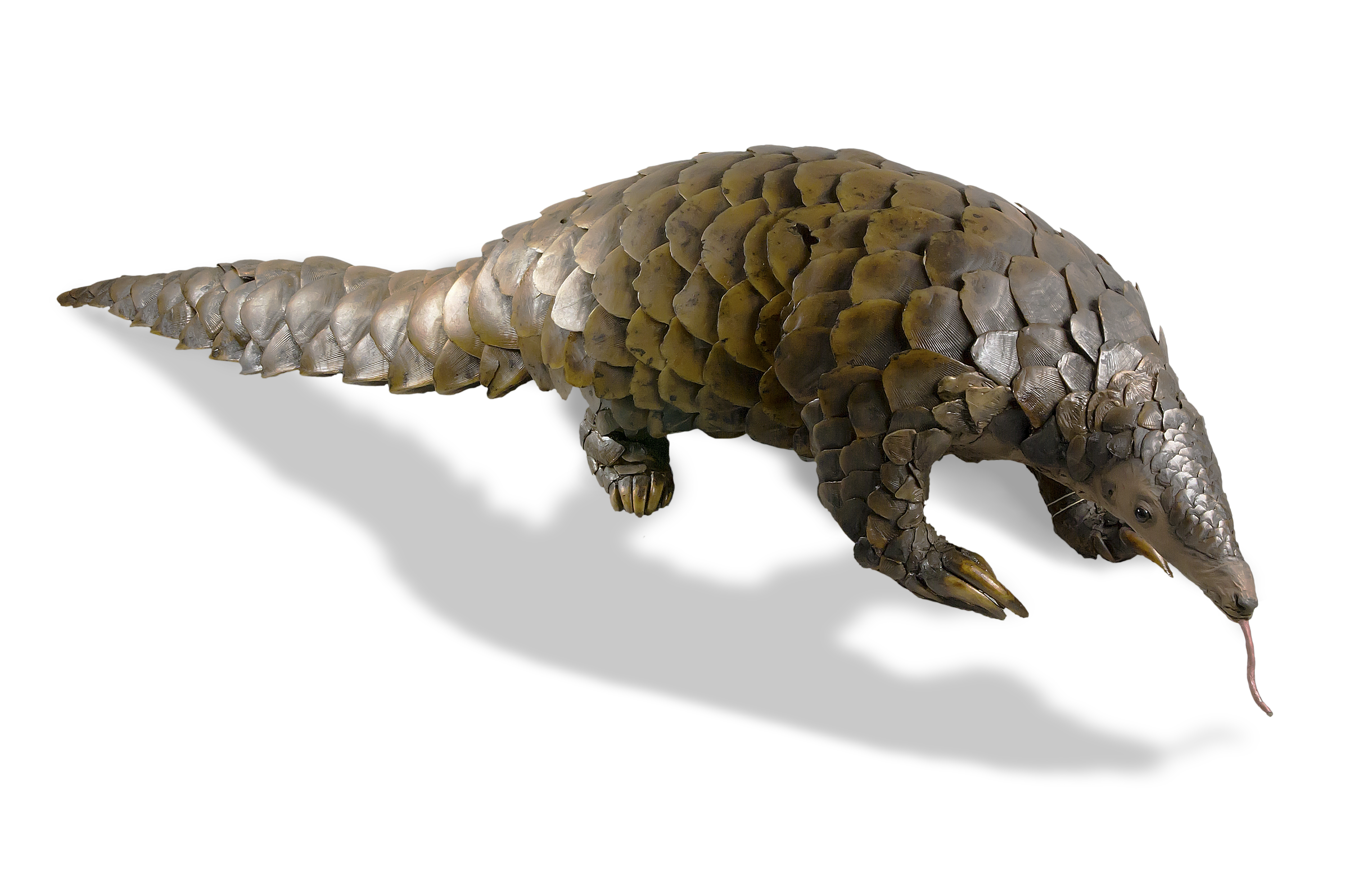
Manis temminckii

Testhossza 50-60 centiméter, farokhossza 40-50 centiméter, tömege 15-18 kilogramm. A testét fedő pikkelyek barna vagy sárgásbarna színűek.

## Életmódja
Magányosan él. Táplálékát főként hangyák teszik ki, de más rovarokat is megeszik. A talajon él, fára nem mászik, hátsó lábán széles talppárnák és tompa karmok vannak. Mellső lábának erős ásókarmaival nyitja fel a termeszvárakat és a hangyabolyokat. Járás közben ásókarmait befelé fordítja. Gyorsan fut, néha hátsó lábaira állva körbeszimatol.

## Szaporodása
Vemhességi ideje 120 nap. 1-2 utódot hoz a világra.